# Hospital Corporation of America
Hospital Corporation of America är ett amerikanskt vårdföretag som anses vara världens största i sitt slag. De driver bland annat 166 sjukhus (varav tre är specialanpassade för psykiatri och ett för rehabilitering) och 113 fristående kirurgkliniker, som totalt har 42 860 licenserade patientplatser i 20 amerikanska delstater och England.
Den amerikanska ekonomiskriften Forbes rankade HCA som världens 301:a största publika bolag med en omsättning på nästan $47,7 miljarder för år 2014. I december 2017 hade företaget en arbetsstyrka på 253 000 anställda. Huvudkontoret är placerad i Nashville, Tennessee